# Muntanyes del Tet
Les Muntanyes del Tet és una serra situada al municipi de Bonastre a la comarca del Baix Penedès, amb una elevació màxima de 358 metres.